# EMBO Reports
EMBO Reports es una revista científica revisada por pares que cubre la investigación relacionada con la biología a nivel molecular . Publica artículos de investigación primarios, reseñas y ensayos y opiniones. También incluye comentarios sobre el impacto social de los avances en las ciencias de la vida y la influencia inversa de la sociedad en la ciencia . Una revista hermana de The EMBO Journal , EMBO Reports se estableció en 2000 y fue publicada en nombre de la Organización Europea de Biología Molecular por Nature Publishing Group.desde 2003. Ahora es publicado por EMBO Press , que también publica The EMBO Journal y Molecular Systems Biology .
Tiene un factor de impacto (2019-2020) de 7.497